# Selección de fútbol de Grecia
La selección de fútbol de Grecia (en griego: Εθνική Ελλάδος, Ethniki Ellados) es el equipo formado por jugadores de nacionalidad griega que representa desde 1929 a la Federación Helénica de Fútbol (Ελληνική Ποδοσφαιρική Ομοσπονδία) en las competiciones oficiales organizadas por la Unión Europea de Asociaciones de Fútbol y la Federación Internacional de Asociaciones de Fútbol.
El combinado griego nunca tuvo grandes participaciones en el ámbito internacional hasta su época más reciente, pese a ser uno de los combinados más antiguos en afiliarse a la FIFA, en 1927. Ha asistido a tres Copas Mundiales en su historia: la edición de 1994, la edición de 2010 y la edición de 2014, y debutó en la Eurocopa en la edición de 1980. Fue entonces, cuando siendo una selección de segundo nivel, sorprendería en la Eurocopa 2004 de Portugal y bajo la dirección del alemán Otto Rehhagel, los helenos consiguieron derrotar a los anfitriones con un gol de Angelos Charisteas, con lo que se coronaron campeones de Europa por primera vez en su historia.
El éxito supuso un avance en el desarrollo de la selección, y desde entonces son tenidos en cuenta a la hora de clasificarse para los grandes eventos futbolísticos. Sin embargo, su desarrollo gracias al éxito europeo de la Eurocopa estuvo a punto de verse truncado en julio de 2006 cuando el equipo griego fue suspendido de toda competición internacional auspiciada por la FIFA, debido a la no adherencia de la Federación Helénica de Fútbol a sus principios y la permanencia de esta situación a pesar de un período de gracia concedido por la FIFA para su solución. Dicha suspensión fue levantada pocos días después, tras una enmienda del Parlamento griego para asegurar no contravenir los estatutos de FIFA y de la UEFA.
Los colores de la selección helena son los mismos que su bandera nacional, el azul y el blanco. Históricamente, Grecia ha disputado sus partidos como local en el Estadio Karaiskakis y en el Apostolos Nikolaidis, hasta que fue inaugurado el nuevo Estadio Olímpico de Atenas en 1982 e intensamente remodelado entre 2002 y 2004 con motivo de los recientes Juegos Olímpicos a disputarse en la ciudad helena, hogar histórico de los Juegos. Los futbolistas Theodoros Zagorakis y Giorgos Karagounis son quienes más partidos han disputado, ambos con 120, y Nikos Anastopoulos es el máximo goleador histórico con 29 goles.
Un país histórico, creador del hasta hoy día máximo evento deportivo existente a nivel internacional, los Juegos Olímpicos, lucha por ser uno de los equipos de mayor prestigio en un deporte que tradicionalmente se le ha resistido y que no contaba con mucha tradición en un país dedicado más a los eventos del atletismo olímpico. De hecho, no siempre la Federación Helénica fue la responsable del fútbol en el país, sino que antes se ocupaba de ello la Federación Helénica de Gimnasia (Σ.Ε.Γ.Α.Σ.-Σύνδεσμος Ελληνικών Γυμναστικών Αθλητικών Σωματείων, SEGAS), máxima responsable del deporte heleno. Por lo que el fútbol griego existe desde 1906, aunque bajo otro organismo, y su primer partido oficial fue jugado en la cita olímpica de 1920, ya que los partidos predecesores de 1906 y 1919 fueron jugados por selecciones atenienses y tesalonicenses y por un combinado militar.
Al ser el país inventor de los Juegos Olímpicos, sería una de las pocas selecciones que contaba con un equipo de fútbol en las primeras ediciones de los Juegos. Así fue en los Juegos Intercalados de 1906. Antiguamente, pese a no estar reconocido por el COI hoy día, se decidió que se intercalasen los Juegos Olímpicos con unos Juegos Intercalados que se celebrarían siempre en Grecia, cuna olímpica. Sin embargo, debido al estallido de la Primera Guerra Mundial y la dificultad y costes para acarrear tal organización, finalmente aniquilaron la idea.

## Historia

Escudo de la selección.

### Inicios convulsos (1906-1935)
La primera comparecencia de un combinado de futbolistas de nacionalidad helénica fue en los Juegos Intercalados de 1906, una iniciativa olímpica que no tuvo continuidad, que consistía en homenajear a Grecia como fundadores de los Juegos Olímpicos a través de organizar entre cita y cita, otros juegos con sede en el país heleno, y para resaltar frente a las Exposiciones Universales que tenían opacada a la cita deportiva. Pese a que no están actualmente reconocidos por el Comité Olímpico Internacinoal, se disputaron con la misma motivación existente en los Juegos Olímpicos de verano.
En dicho certamen celebrado en Atenas, participaron tres equipos griegos. Un combinado de jugadores atenienses y otros dos con futbolistas tesalónicos y esmirnos (antiguas regiones del Imperio otomano). Sin embargo, el de Esmirna estaba conformado por hijos de extranjeros comerciantes en la ciudad.
Tras el estallido de la Primera Guerra Mundial, que fue uno de los motivos por los que desapareciese esta iniciativa junto con el gran gasto que suponía para los griegos organizar cada cuatro años un evento, daría con la defunción de la cita. Así, no sería hasta 1920 cuando, en mitad de la Guerra greco-turca y la Guerra de Independencia turca, provocadas por la Gran Guerra, el Reino de Grecia presentaría un equipo para participar en los Juegos Olímpicos de Amberes 1920, el primer combinado nacional.
Grecia disputó un único encuentro, que perdió frente a la selección sueca por 9-0. Previo a esa cita, y debido a los numerosos conflictos que se vivían en la época, hubo cuatro partidos en 1919 disputados por militares griegos para celebrar la victoria de la Primera Guerra Mundial, que no están reconocidos por la FIFA. En ellos, los griegos vencerían frente al combinado rumano y el combinado serbio y perdería frente al combinado italiano y el combinado francés.
Grecia tenía unos tortuosos comienzos debido a las distintas circunstancias, y a la aún poca tradición e interés que levantaba en aquella época. Su siguiente aparición, sería oficial a todos los efectos, al crearse en 1926 la Federación Helénica de Fútbol y afiliarse a la FIFA al año siguiente. Ésta sería frente a la selección italiana "B" en un encuentro jugado en Atenas el 7 de abril de 1929. El resultado fue de 1-4 favorable a los visitantes, y el griego Alvertos Namias sería el primer goleador de la historia de la selección helena.
Con una delicada situación en los Balcanes, nace la Copa de los Balcanes. En su primera edición, de 1929-31, finalizan en tercer lugar por detrás de rumanos y yugoslavos. Por aquella misma época, en 1930, nacería la primera Copa Mundial de Fútbol organizada por la FIFA. En ella, pese al intento de Uruguay, país anfitrión, por atraer al mayor número de integrantes posible, no cuenta con el apoyo esperado por parte de los países europeos, que se rebelan a participar aludiendo distintos motivos, pese a que se conoce que fue el enfado por no ser Europa la primera sede de un Mundial, lo que les ausentó.
Tras unos discretos resultados en un deporte que no conseguía prosperar en el país, donde se ven superados por diversas selecciones, y finalizar últimos en la segunda y tercera Copa de los Balcanes, se llegaría al Mundial de 1934 de Italia, donde en la fase de clasificación le tocó enfrentarse a los futuros anfitriones. En el partido de ida, los italianos vencerían por 4-0. El partido de vuelta no llegaría a disputarse, tras llegar a un acuerdo italianos y griegos. Este consistía en otorgar la eliminatoria y la clasificación a los transalpinos, a cambio de que éstos financiasen la construcción de una sede para la Federación Helénica de Fútbol.
Grecia estaba aún lejos de asumir protagonismo en el panorama futbolístico internacional.

### Eurocopa 1980
La selección de Grecia, bajo la dirección de Alketas Panagoulias, hizo su primera aparición en un torneo a nivel internacional en la Eurocopa de 1980, jugada en Italia. Después de clasificarse para el torneo dejando atrás a selecciones como Unión Soviética y Hungría, ambas eran potencias mundiales en ese momento.
En el torneo jugó en el grupo A, jugando contra Alemania Occidental, Países Bajos y Checoslovaquia. En su primer partido, la selección griega jugó contra Países Bajos, perdiendo 0-1 con gol del neerlandés Kees Kist. Tres días más tarde se enfrentaron a Checoslovaquia, llegando al descanso con empate a uno, aunque finalmente perdieron por 3-1. En su último partido, la selección griega consiguió un empate 0-0 ante el que finalmente sería campeón de la Eurocopa de 1980 la selección de Alemania Occidental. Se consideró que los griegos tuvieron un gran rendimiento en general en su primera participación en una fase final de una competición de fútbol.

### Mundial 1994
Grecia se clasificó al Mundial 1994, el primer mundial de su historia, tras terminar primera en su grupo de eliminatorias sin perder ningún partido, por encima de Rusia. Jugó en el grupo D cayendo 4-0 ante Argentina, 4-0 ante Bulgaria para terminar su participación por 2-0 ante Nigeria. Después de la exitosa campaña de clasificación, las expectativas en Grecia eran altas, ya que nadie podía imaginar el fracaso en el torneo mundial, tenía la desventaja de ser arrastrado a un "grupo de la muerte", con el subcampeón en el anterior mundial, Argentina, el semifinalista Bulgaria y Nigeria que es uno de los equipos más fuertes de África.

### Ausencia en torneos importantes
Grecia no pudo clasificarse para la Eurocopa 1996 terminó tercera de grupo detrás de Rusia y Escocia. En el torneo de clasificación para el Mundial de 1998 el equipo terminó sólo un punto de Croacia que fue la segunda clasificada, después de un empate 0-0 con la selección de Dinamarca. En su grupo de clasificación para la Eurocopa 2000, Grecia terminó de nuevo en tercera posición, a dos puntos del segundo clasificado, Eslovenia, en una campaña muy decepcionante, donde se vio al equipo perder en casa ante Letonia y llevó a la destitución del entonces entrenador nacional Polychroniou Kostas. En las eliminatorias para el Mundial 2002 terminó en un decepcionante cuarto puesto en su grupo por detrás de Inglaterra, Alemania y Finlandia, lo que llevó a la destitución del entrenador Vasilis Daniil, reemplazado por Otto Rehhagel.

### Campeones de Europa (2004)

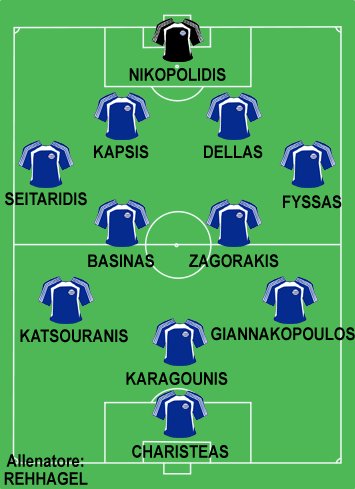
La alineación griega que se coronó campeona de Europa en 2004

#### Calificación
Grecia comenzó el proceso de clasificación para la Eurocopa 2004 de manera deficiente tras perder con España y Ucrania en ambas ocasiones con un marcador de 2-0. Sorprendentemente, el equipo ganó sus otros seis partidos, incluyendo un 1-0 muy decisivo con victoria a domicilio contra España en su segundo enfrentamiento, consiguiendo el primer lugar en el grupo y su aparición en la final de la Eurocopa 2004 por primera vez en 24 años. Las expectativas antes del torneo fueron bajas con los recuerdos de una amarga experiencia del Mundial 1994 todavía en la mente de muchos, donde Grecia perdió los tres partidos de la fase de grupos, concediendo diez goles y no anotando ninguno.

#### Fase de grupos

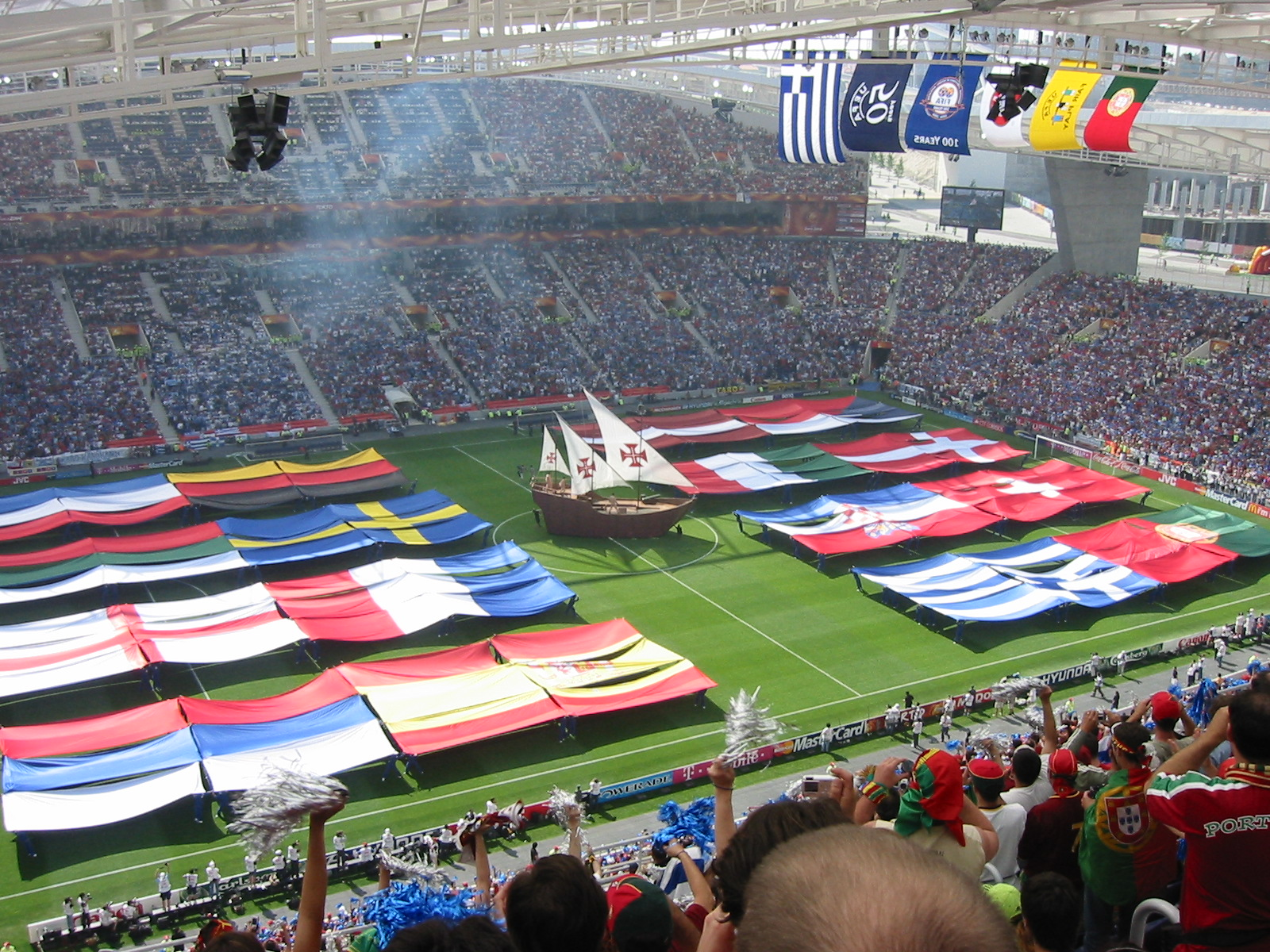
Ceremonia de apertura de la Eurocopa 2004

En el partido inaugural contra el anfitrión, Portugal, Grecia logró una victoria por 2-1, recibiendo el apodo de "barco pirata" utilizado por locutores deportivos griegos en referencia a la nave flotante utilizada en la ceremonia de apertura del torneo. Grecia ganó con un gol de Giorgos Karagounis y un penalti de Angelos Basinas. Cuatro días más tarde, Grecia sorprendió a España con un empate 1-1 después de llegar al descanso 1-0 gracias a una falta a favor de España que resolvió con un gol Fernando Morientes. Sin embargo, un pase sublime de Vasilios Tsiartas permitió a Angelos Charisteas anotar el gol del empate en la segunda mitad, dando esperanza Grecia en la calificación. En el último partido de grupo, Grecia perdió 2-1 ante Rusia (que fueron eliminados), aún perdiendo en su último partido pasó de ronda gracias a los goles a favor dejando a España en tercera posición de grupo.

#### Cuartos de final
Grecia en los cuartos de final se enfrentó con el invicto y actual campeón, Francia. A los 65 minutos, Grecia marcó un gol gracias a Theodoros Zagorakis que hizo un pase perfecto al delantero Angelos Charisteas, en un espectacular remate de cabeza. Grecia se aferró a ese gol a pesar de un ataque francés en los últimos momentos del partido. Al dejar fuera a Francia de la Eurocopa 2004, se convirtió en el primer equipo en derrotar tanto a los anfitriones del torneo como a los defensores del título en el anterior torneo.

#### Semifinal

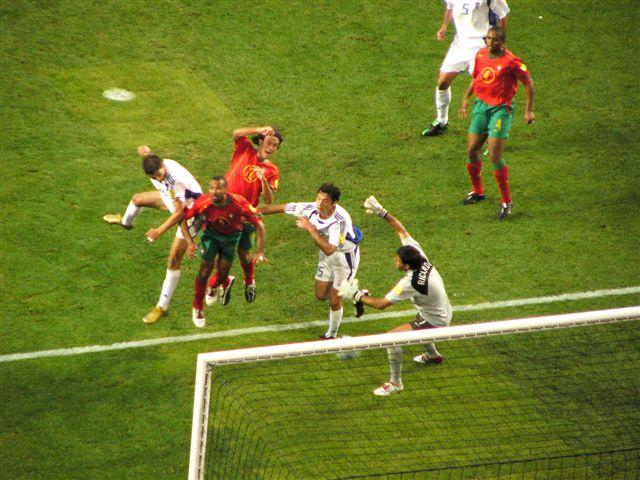
Gol que dio el triunfo a Grecia en la Eurocopa 2004

Grecia alcanzó las semifinales frente a la República Checa, que fue el único equipo que derrotó a todos sus rivales hasta ese punto. El récord checo incluyó una convincente victoria por 3-2 sobre Países Bajos, una victoria de 2-1 sobre Alemania, y una victoria de 3-0 sobre Dinamarca en cuartos de final. En esta etapa del torneo, los checos eran los favoritos para llevarse el trofeo. El juego comenzó con nerviosismo para Grecia, la República Checa aplicaba mucha presión. Tomáš Rosický pegó en el larguero en los primeros minutos, y Jan Koller tuvo varias ocasiones que defendidas por Antonis Nikopolidis. El partido terminó 0-0 y se tuvo que jugar la prórroga. En el último minuto de la primera mitad de la prórroga, Vassilios Tsiartas sacó desde una esquina y Traianos Dellas puso fin al partido con un gol, debido a la regla del gol de plata, y así por primera vez en la historia Grecia jugaría una final de un torneo a nivel internacional.

#### Final
Por primera vez en la historia, la final fue una repetición del primer partido, con Grecia y Portugal. En el minuto 57, Angelos Charisteas dio a Grecia la ventaja con un gol de cabeza gracias a un saque de esquina que lanzó Angelos Basinas. Portugal tuvo gran parte de la posesión, pero la defensa griega era sólida y detuvo la mayoría de los ataques portugueses. Cristiano Ronaldo tuvo una buena oportunidad de igualar en los últimos instantes. El partido terminó 1-0 dando la victoria a la selección griega. El capitán Theodoros Zagorakis fue nombrado el hombre del torneo.

### Copa Confederaciones 2005
Como ganadores de la Eurocopa 2004, Grecia clasificó para jugar la Copa Confederaciones 2005 en Alemania. Grecia jugó sus partidos en el Grupo B junto a Brasil campeón del Mundo 2002, Japón como campeón de la Copa Asiática 2004 y el campeón de América del Norte en 2003, México. Grecia perdió por 3-0 ante Brasil,1-0 con Japón y 0-0 ante México en un torneo que fue visto principalmente como un tiempo para la experimentación para jugadores como Efstathios Tavlaridis, Loukas Vyntra, Michalis Sifakis, Ioannis Amanatidis y Theofanis Gekas de cara al Mundial 2006.

### Clasificación Mundial 2006
Después de ganar la Eurocopa 2004, Grecia estaba considerada como uno de los favoritos dentro de su grupo de clasificación para el mundial 2006 en Alemania. En el sorteo, Grecia fue incluida en el Grupo 2, junto a Ucrania, Turquía, Dinamarca, Albania, Georgia y Kazajistán. Sorpresivamente quedó eliminado de la competición, registrando estadísticas de 6 victorias, 3 empates y 3 derrotas, que la llevaron a ocupar el cuarto puesto a 4 puntos del primer clasificado, Ucrania y a dos de Turquía, quien jugaría el repechaje quedándose sin posibilidades de ir al Mundial 2006.

### Eurocopa 2008

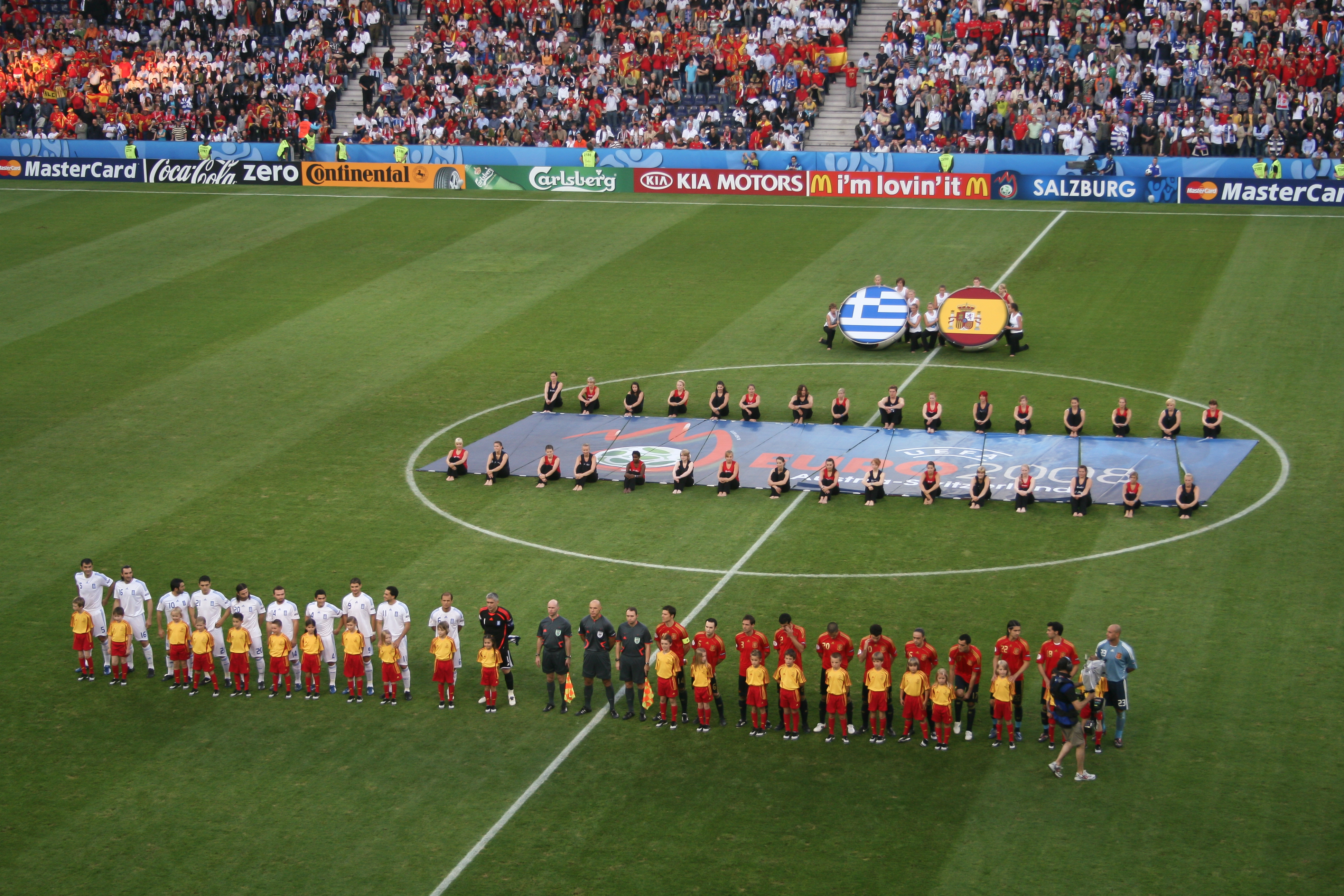
Canto de los himnos en la previa de un Grecia-España en la Eurocopa 2008

Grecia jugó la clasificación para la Eurocopa 2008 en el Grupo C junto a Turquía, Noruega, Bosnia y Herzegovina, Hungría, Moldavia y Malta es el único grupo que no tenía un equipo que estuviera en la Copa del Mundo de 2006.
Grecia comenzó su campaña de la Eurocopa 2008 con victorias sobre Moldavia, Noruega y Bosnia-Herzegovina. Como resultado de ello, Grecia subió dieciocho lugares en dos meses hasta el 13.eɽ lugar en la clasificación Mundial de la FIFA de octubre. Finalmente la selección griega se clasificaron para la Eurocopa 2008 como primera de grupo con 10 victorias, 1 empate y un partido perdido, lo que hizo que ese mes estuviera en el 11.º lugar en la clasificación Mundial de la FIFA.
El sorteo de la Eurocopa 2008 tuvo lugar el 2 de diciembre en Suiza, antes del comienzo del torneo, jugaron un partido Portugal y Grecia repitiendo la final de la Eurocopa 2004 ganando de nuevo Grecia por 2-1. Ya en la Eurocopa 2008 la selección griega jugó sus tres partidos con España, Suecia y Rusia, todas ellas en el grupo D. Grecia perdió sus tres partidos, siendo la primera selección defensora del título en no ganar ninguno de sus partidos en el siguiente campeonato.

### Mundial 2010

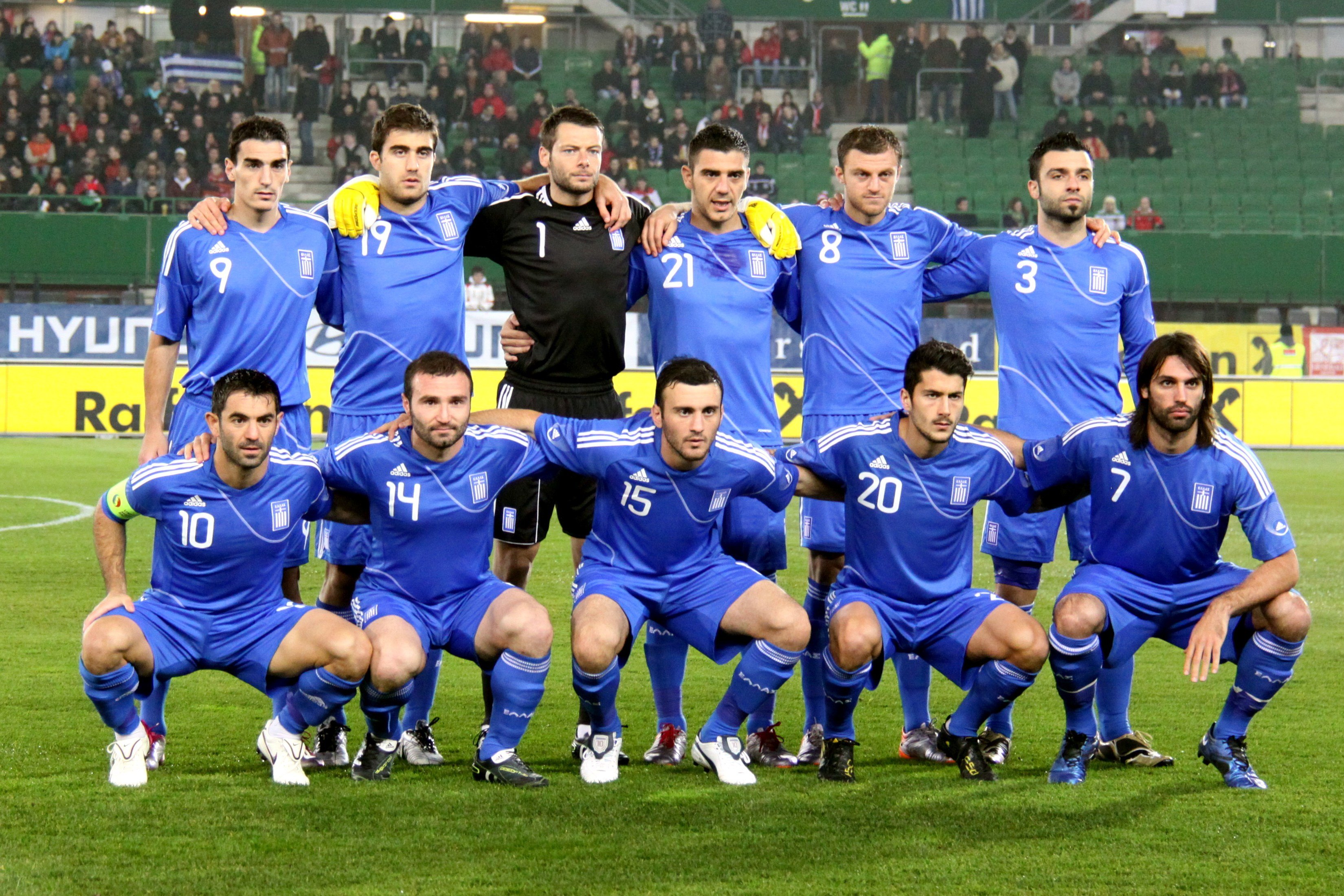
Selección de fútbol de Grecia en un partido de 2010.

En el 2010 quedaron segundos de su grupo por detrás de Suiza. Tuvieron que jugar la repesca frente a Ucrania, donde en Atenas igualaron sin goles. En la vuelta, tras vencer por 1 a 0 en Kiev, Grecia logra clasificarse así a su segundo mundial. 
El primer partido en el Mundial de Sudáfrica 2010 lo perdieron 2-0 frente a Corea del Sur. En el segundo partido de grupo hicieron historia. Se enfrentaban a Nigeria, y ya en los primeros minutos del encuentro iban abajo por un gol. Pero lograron convertir su primer gol en la Copa del Mundo. El autor fue Salpingidis. Y aprovechando el hombre de más que poseían revirtieron el resultado con un gol de Torosidis, terminaron ganando 2-1, y así consiguieron su primera victoria en un mundial. No obstante, perdieron con Argentina en su último partido por 2-0, quedando eliminados en primera fase.

### Eurocopa 2012

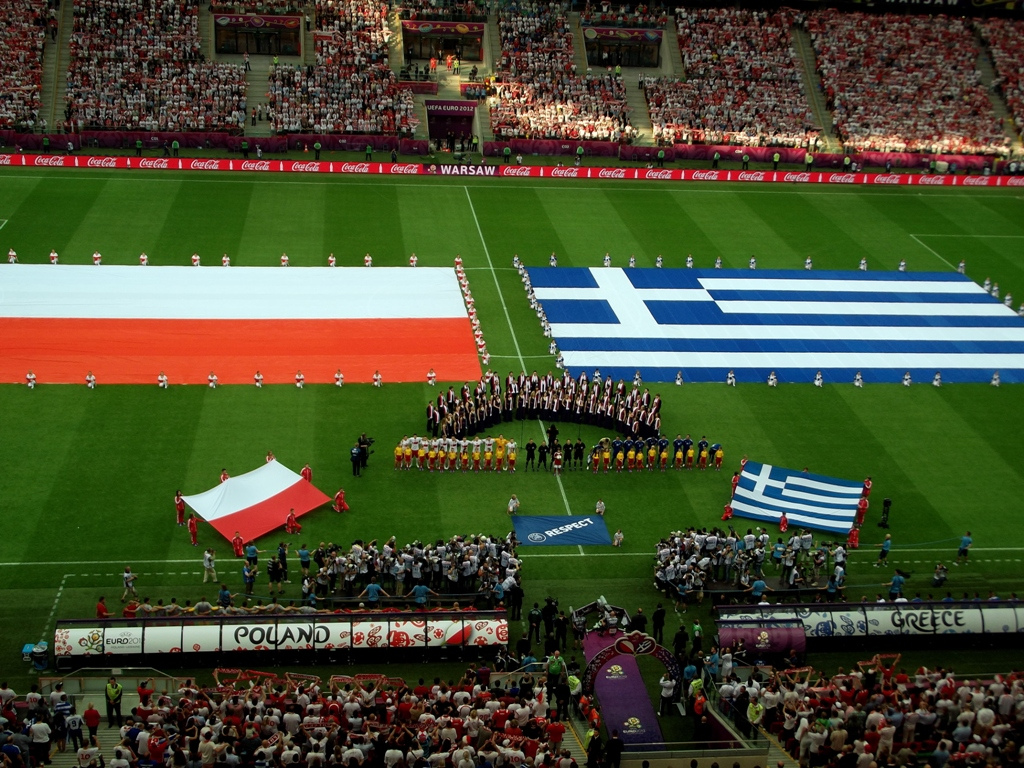
Polonia-Grecia, partido inaugural de la Eurocopa 2012

#### Clasificación
El equipo griego jugó sus partido de clasificación para la Eurocopa 2012 en el Grupo F junto a Croacia, Israel, Letonia, Georgia y Malta. Por segunda vez en su historia la selección griega fue primero en su grupo de clasificación para un torneo, la otra ocasión que consiguió no perder ningún partido fue en la clasificación para el Mundial de 1994. Exactamente Grecia ganó siete partidos y empató 3.

#### Fase de grupos en Polonia
el 2 de diciembre de 2011 a sorteo final del torneo en Kiev, Ucrania, Grecia acabó en el Grupo A junto a Polonia, Rusia y República Checa. Al igual que en la Eurocopa 2004 Grecia se vio envuelta en el mismo grupo que el país anfitrión, Polonia, en esta ocasión, y de nuevo tendría la presión de jugar en el partido inaugural del torneo, en este caso Polonia y Grecia empataron a 1. El partido contra República Checa lo perdieron los griegos y el último partido de la fase de grupos acabó con victoria griega que ganó por 1-0 a Rusia. Con esa victoria, Grecia se clasificó para los cuartos de final por segunda vez en su historia después de su exitosa campaña en la Eurocopa 2004.

#### Cuartos de final
Grecia después de quedar segundos, jugaron los cuartos de final con Alemania, equipo invicto en su grupo donde jugó sus tres partidos contra Portugal, Países Bajos y Dinamarca. Grecia no pudo hacer frente a la presión que ejercían los alemanes contra ellos y el partido acabó 4-2 con victoria alemana.

### Grupo G
| Equipo               | Pts | PJ | PG | PE | PP | GF | GC | Dif |
| -------------------- | --- | -- | -- | -- | -- | -- | -- | --- |
| Bosnia y Herzegovina | 25  | 10 | 8  | 1  | 1  | 30 | 6  | 24  |
| Grecia               | 25  | 10 | 8  | 1  | 1  | 12 | 4  | 8   |
| Eslovaquia           | 13  | 10 | 3  | 4  | 3  | 11 | 10 | 1   |
| Lituania             | 11  | 10 | 3  | 2  | 5  | 9  | 11 | -2  |
| Letonia              | 8   | 10 | 2  | 2  | 6  | 10 | 20 | -10 |
| Liechtenstein        | 2   | 10 | 0  | 2  | 8  | 4  | 25 | -21 |

| \| Fecha \| Lugar \| Local \| \| Resultado \| \| Visitante \| \| ------------------------ \| ---------- \| -------------------- \| \| --------------------------------------------------------------- \| \| -------------------- \| \| 7 de septiembre de 2012 \| Riga \| Letonia \| \| 1 – 2 Archivado el 12 de septiembre de 2012 en Wayback Machine. \| \| Grecia \| \| 11 de septiembre de 2012 \| El Pireo \| Grecia \| \| 2 – 0 Archivado el 7 de diciembre de 2012 en Wayback Machine. \| \| Lituania \| \| 12 de octubre de 2012 \| El Pireo \| Grecia \| \| 0 – 0 Archivado el 14 de octubre de 2012 en Wayback Machine. \| \| Bosnia y Herzegovina \| \| 16 de octubre de 2012 \| Bratislava \| Eslovaquia \| \| 0 – 1 Archivado el 7 de diciembre de 2012 en Wayback Machine. \| \| Grecia \| \| 22 de marzo de 2013 \| Zenica \| Bosnia y Herzegovina \| \| 3 – 1 Archivado el 25 de marzo de 2013 en Wayback Machine. \| \| Grecia \| \| 7 de junio de 2013 \| Vilna \| Lituania \| \| 0 – 1 Archivado el 9 de junio de 2013 en Wayback Machine. \| \| Grecia \| \| 6 de septiembre de 2013 \| Vaduz \| Liechtenstein \| \| 0 – 1 Archivado el 5 de septiembre de 2013 en Wayback Machine. \| \| Grecia \| \| 10 de septiembre de 2013 \| El Pireo \| Grecia \| \| 1 – 0 Archivado el 21 de septiembre de 2013 en Wayback Machine. \| \| Letonia \| \| 11 de octubre de 2013 \| El Pireo \| Grecia \| \| 1 – 0 Archivado el 12 de octubre de 2013 en Wayback Machine. \| \| Eslovaquia \| \| 15 de octubre de 2013 \| El Pireo \| Grecia \| \| 2 – 0 Archivado el 18 de octubre de 2013 en Wayback Machine. \| \| Liechtenstein \| |            |                      |                                 |                                                                 |                                 |                      |
| Fecha | Lugar      | Local                |                                 | Resultado                                                       |                                 | Visitante            |
| 7 de septiembre de 2012 | Riga       | Letonia              | Bandera de Letonia              | 1 – 2 Archivado el 12 de septiembre de 2012 en Wayback Machine. | Bandera de Grecia               | Grecia               |
| 11 de septiembre de 2012 | El Pireo   | Grecia               | Bandera de Grecia               | 2 – 0 Archivado el 7 de diciembre de 2012 en Wayback Machine.   | Bandera de Lituania             | Lituania             |
| 12 de octubre de 2012 | El Pireo   | Grecia               | Bandera de Grecia               | 0 – 0 Archivado el 14 de octubre de 2012 en Wayback Machine.    | Bandera de Bosnia y Herzegovina | Bosnia y Herzegovina |
| 16 de octubre de 2012 | Bratislava | Eslovaquia           | Bandera de Eslovaquia           | 0 – 1 Archivado el 7 de diciembre de 2012 en Wayback Machine.   | Bandera de Grecia               | Grecia               |
| 22 de marzo de 2013 | Zenica     | Bosnia y Herzegovina | Bandera de Bosnia y Herzegovina | 3 – 1 Archivado el 25 de marzo de 2013 en Wayback Machine.      | Bandera de Grecia               | Grecia               |
| 7 de junio de 2013 | Vilna      | Lituania             | Bandera de Lituania             | 0 – 1 Archivado el 9 de junio de 2013 en Wayback Machine.       | Bandera de Grecia               | Grecia               |
| 6 de septiembre de 2013 | Vaduz      | Liechtenstein        | Bandera de Liechtenstein        | 0 – 1 Archivado el 5 de septiembre de 2013 en Wayback Machine.  | Bandera de Grecia               | Grecia               |
| 10 de septiembre de 2013 | El Pireo   | Grecia               | Bandera de Grecia               | 1 – 0 Archivado el 21 de septiembre de 2013 en Wayback Machine. | Bandera de Letonia              | Letonia              |
| 11 de octubre de 2013 | El Pireo   | Grecia               | Bandera de Grecia               | 1 – 0 Archivado el 12 de octubre de 2013 en Wayback Machine.    | Bandera de Eslovaquia           | Eslovaquia           |
| 15 de octubre de 2013 | El Pireo   | Grecia               | Bandera de Grecia               | 2 – 0 Archivado el 18 de octubre de 2013 en Wayback Machine.    | Bandera de Liechtenstein        | Liechtenstein        |

### Mundial 2014
Una vez clasificada al Mundial de Brasil 2014, el sorteo de la FIFA asignó a los helenos al grupo C ante Colombia, Japón y Costa de Marfil; y bajo la dirección técnica del portugués Fernando Santos, el conjunto de Grecia se enfrentó durante los días 14, 19 y 24 de junio de 2014 a los tres equipos precedentemente mencionados logrando resultados de con una derrota (ante el equipo Cafetero dirigido por José Pekerman), un empate (sin goles ante Japón) y una victoria (ante Costa de Marfil) que les permitió clasificarse a segunda ronda por primera vez en su historia. En los octavos de final donde jugó ante Costa Rica, el 29 de junio de 2014 en el Estadio Arena Pernambuco, el Το Πειρατικό (El barco pirata)logra sacar un empate en los minutos finales del encuentro, que provoca un alargue en el cual no hubo goles, lo que obligó a definir el partido en tanda de penales donde los ticos se impusieron 5 a 3 en penales, despachando a este equipo europeo a casa. Pese a ello, los 23 hombres de Grecia hicieron su mejor papel en un Mundial de la FIFA.

#### Partidos de Grecia
| 14 de junio de 2014, 13:00 | Colombia                                           | 3:0 (1:0) | Grecia | Estadio «Mineirão», Belo Horizonte                      |                                                         |
|                            | Armero 5' · T. Gutiérrez 58' · J. Rodríguez 90'+3' | Reporte   |        | Asistencia: 57 174 espectadores Árbitro(s): Mark Geiger | Asistencia: 57 174 espectadores Árbitro(s): Mark Geiger |

| 19 de junio de 2014, 19:00 | Japón | 0:0     | Grecia | Estadio Arena das Dunas, Natal                           |                                                          |
|                            |       | Reporte |        | Asistencia: 39 485 espectadores Árbitro(s): Joel Aguilar | Asistencia: 39 485 espectadores Árbitro(s): Joel Aguilar |

| 24 de junio de 2014, 17:00 | Grecia                             | 2:1 (1:0) | Costa de Marfil | Estadio «Castelão», Fortaleza |                         |
|                            | Samaris 42' · Samaras 90+1' (pen.) | Reporte   | Bony 74'        | Árbitro(s): Carlos Vera       | Árbitro(s): Carlos Vera |

| 29 de junio de 2014, 17:00 | Costa Rica                                  | 1:1 (1:1, 0:0) (t. s.)(5:3 p.) | Grecia                                           | Estadio Itaipava Arena Pernambuco, Recife |                          |
|                            | Ruiz 52'                                    | Reporte                        | Sokratis 90+1'                                   | Árbitro(s): Ben Williams                  | Árbitro(s): Ben Williams |
|                            |                                             | Tiros desde el punto penal     |                                                  |                                           |                          |
|                            | Borges · Ruiz · González · Campbell · Umaña |                                | Mitroglou · Christodoulopoulos · Holebas · Gekas |                                           |                          |

### Eurocopa 2016
El equipo heleno no tuvo buenos resultados en la Clasificación para la Eurocopa 2016. Grecia, en el primer partido, pierde 1:0 frente a Rumanía. En el segundo empata 1:1 frente a Finlandia sin embargo vuelve a caer 2:0 en manos de Irlanda del Norte. Grecia pierde increíblemente 1:0 frente a Islas Feroe. Sin fuerzas para levantar los marcadores, Grecia juega frente a Hungría pero empata 0:0. En el sexto partido, Grecia vuelve a jugar frente a Islas Feroe en la que vuelve a caer sorpresivamente por 2:1, y después juega contra Finlandia en donde caen por marcador de 1:0, vuelve a jugar frente a Rumania pero ambos empatan. Luego, en octubre, Grecia vuelve a enfrentar a Irlanda del Norte pero pierde 3:1, ya completamente eliminada, enfrenta por última vez a Hungría, en la que milagrosamente gana 4:3 en un partido emocionante y a la vez decepcionante para los griegos. Esto genera que Grecia quede eliminada de la clasificación, este fracaso es debido al recambio generacional que atraviesa la selección en estos momentos.

## Últimos y próximos encuentros
Actualizado al último partido jugado el 10 de junio de 2025
| Fecha      | Ciudad     | Local       | Resultado | Visitante   | Competición                          |
| ---------- | ---------- | ----------- | --------- | ----------- | ------------------------------------ |
| 20-03-2025 | El Pireo   | Grecia      | 0:1 (0:1) | Escocia     | Play-off Liga de Naciones UEFA 24/25 |
| 23-03-2025 | Glasgow    | Escocia     | 0:3 (0:2) | Grecia      | Play-off Liga de Naciones UEFA 24/25 |
| 07-06-2025 | Heraclión  | Grecia      | 4:1 (1:1) | Eslovaquia  | Partido amistoso                     |
| 10-06-2025 | Heraclión  | Grecia      | 4:0 (0:0) | Bulgaria    | Partido amistoso                     |
| 05-09-2025 | Atenas     | Grecia      | -:-       | Bielorrusia | Clasificación Copa Mundial 2026      |
| 08-09-2025 | El Pireo   | Grecia      | -:-       | Dinamarca   | Clasificación Copa Mundial 2026      |
| 09-10-2025 | Glasgow    | Escocia     | -:-       | Grecia      | Clasificación Copa Mundial 2026      |
| 12-10-2025 | Copenhague | Dinamarca   | -:-       | Grecia      | Clasificación Copa Mundial 2026      |
| 15-11-2025 | Atenas     | Grecia      | -:-       | Escocia     | Clasificación Copa Mundial 2026      |
| 18-11-2025 | TBD        | Bielorrusia | -:-       | Grecia      | Clasificación Copa Mundial 2026      |

## Estadios
Históricamente, la selección griega ha utilizado varios estadios para jugar sus partidos, pero han pasado la mayor parte de su historia jugando en Atenas, mientras en otras zonas de Grecia, especialmente en Salónica, en ocasiones ha acogido partidos la selección nacional. La mayoría de partidos oficiales se han jugado en el Estadio Georgios Karaiskakis el Estadio Apostolos Nikolaidis hasta mediados de la década de 1980. Cuando el Estadio Olímpico de Atenas se inauguró fue sede de la mayoría de los partidos en casa de Grecia, antes de que el estadio fuera cerrado por reformas en 2002 para los Juegos Olímpicos de 2004. Grecia se trasladó al Estadio Apostolos Nikolaidis para la clasificación de la Eurocopa 2004.
Después de ser lograr ser campeón de Europa en 2004, el recién reconstruido Estadio Georgios Karaiskakis se convirtió en la tierra nueva casa de la selección nacional griega para los partidos de clasificación para el Mundial 2006 y la Eurocopa 2008, por culpa de unos disturbios que tuvieron lugar durante un partido contra Turquía en esta última competición, el equipo se vio obligado a jugar fuera de Atenas dos partidos y se trasladó al Estadio Pankritio en Heraklion, Creta, antes de regresar a Atenas al Estadio Olímpico para jugar los partidos restantes.
En la clasificación para el Mundial 2010, Grecia utilizó estos tres estadios para los partidos en casa, pero el Estadio Georgios Karaiskakis ha sido utilizado más recientemente para los partidos oficiales y actualmente se considera el estadio como el hogar de la selección griega.

## Uniforme y escudo

La Cruz griega es uno de los principales símbolos del país, y aparece de forma notable a lo largo de su historia, así como del escudo y bandera del país.

Desde sus inicios como el Reino de Grecia tras su independencia en 1832 del Imperio otomano, la Cruz griega (símbolo de la Iglesia ortodoxa) ha sido el símbolo identificativo tanto del país, como posteriormente de la selección. La bandera, al igual que el escudo, sufrió ligeras variaciones, sin perder nunca dicha cruz. No sería hasta 1970 cuando con la Dictadura de los Coroneles se adoptarían las nueve franjas azules y blancas en representación de las nueve sílabas del lema nacional «Libertad o muerte» (Έλευθερία ή Θάνατος), grito de la Independencia griega en la Revolución Helénica de 1821 durante el tiempo de la ocupación del Imperio otomano. Otras acepciones dicen que las nueve franjas se deben a las nueve musas.
En cuanto al uniforme, la escuadra griega vestiría siempre sus tradicionales colores de la bandera. Un uniforme de camiseta y pantalón azul o blanco que han ido alternándose en su historia, sin la aparición de ningún otro. Las medias completarían los colores, de nuevo usando uno de esos dos colores. El color azul posee un gran significado en la cultura griega, en representación del mar, cielo y nubes, tal como la bandera. Nunca se abandonaron esos colores, que incluso ha llegado a llevarlos en sus uniformes alternativos. En 2004, después de la consecución del título de campeones de Europa, se volvería a invertir la tendencia, y se implantaría definitivamente el color blanco (hasta entonces reservado al uniforme alternativo) como uniforme titular.
Desde que llegasen las marcas deportivas al mundo del fútbol, distintas han sido las encargadas de vestir a la selección. Entre ellas, las más conocidas son las marcas alemanas de Adidas y Puma. Actualmente, Adidas es la encargada de suministrar sus equipaciones hasta a mediados de 2013, a partir de entonces la empresa norteamericana Nike suministrará las equipaciones al combinado nacional.[cita requerida]
| Primera equipación | (Ver evolución) | Equipación actual |

## Estadísticas

### Copa Mundial de Fútbol
| Copa Mundial de Fútbol | Copa Mundial de Fútbol | Copa Mundial de Fútbol | Copa Mundial de Fútbol | Copa Mundial de Fútbol | Copa Mundial de Fútbol | Copa Mundial de Fútbol | Copa Mundial de Fútbol | Copa Mundial de Fútbol | Copa Mundial de Fútbol |
| Año                    | Ronda                  | Pos.                   | J                      | G                      | E                      | P                      | GF                     | GC                     | DG                     |
| ---------------------- | ---------------------- | ---------------------- | ---------------------- | ---------------------- | ---------------------- | ---------------------- | ---------------------- | ---------------------- | ---------------------- |
| 1930                   | No participó           | No participó           | No participó           | No participó           | No participó           | No participó           | No participó           | No participó           | No participó           |
| 1934                   | No clasificó           | No clasificó           | No clasificó           | No clasificó           | No clasificó           | No clasificó           | No clasificó           | No clasificó           | No clasificó           |
| 1938                   | No clasificó           | No clasificó           | No clasificó           | No clasificó           | No clasificó           | No clasificó           | No clasificó           | No clasificó           | No clasificó           |
| 1950                   | No participó           | No participó           | No participó           | No participó           | No participó           | No participó           | No participó           | No participó           | No participó           |
| 1954                   | No clasificó           | No clasificó           | No clasificó           | No clasificó           | No clasificó           | No clasificó           | No clasificó           | No clasificó           | No clasificó           |
| 1958                   | No clasificó           | No clasificó           | No clasificó           | No clasificó           | No clasificó           | No clasificó           | No clasificó           | No clasificó           | No clasificó           |
| 1962                   | No clasificó           | No clasificó           | No clasificó           | No clasificó           | No clasificó           | No clasificó           | No clasificó           | No clasificó           | No clasificó           |
| 1966                   | No clasificó           | No clasificó           | No clasificó           | No clasificó           | No clasificó           | No clasificó           | No clasificó           | No clasificó           | No clasificó           |
| 1970                   | No clasificó           | No clasificó           | No clasificó           | No clasificó           | No clasificó           | No clasificó           | No clasificó           | No clasificó           | No clasificó           |
| 1974                   | No clasificó           | No clasificó           | No clasificó           | No clasificó           | No clasificó           | No clasificó           | No clasificó           | No clasificó           | No clasificó           |
| 1978                   | No clasificó           | No clasificó           | No clasificó           | No clasificó           | No clasificó           | No clasificó           | No clasificó           | No clasificó           | No clasificó           |
| 1982                   | No clasificó           | No clasificó           | No clasificó           | No clasificó           | No clasificó           | No clasificó           | No clasificó           | No clasificó           | No clasificó           |
| 1986                   | No clasificó           | No clasificó           | No clasificó           | No clasificó           | No clasificó           | No clasificó           | No clasificó           | No clasificó           | No clasificó           |
| 1990                   | No clasificó           | No clasificó           | No clasificó           | No clasificó           | No clasificó           | No clasificó           | No clasificó           | No clasificó           | No clasificó           |
| 1994                   | Fase de grupos         | 24.º                   | 3                      | 0                      | 0                      | 3                      | 0                      | 10                     | -10                    |
| 1998                   | No clasificó           | No clasificó           | No clasificó           | No clasificó           | No clasificó           | No clasificó           | No clasificó           | No clasificó           | No clasificó           |
| 2002                   | No clasificó           | No clasificó           | No clasificó           | No clasificó           | No clasificó           | No clasificó           | No clasificó           | No clasificó           | No clasificó           |
| 2006                   | No clasificó           | No clasificó           | No clasificó           | No clasificó           | No clasificó           | No clasificó           | No clasificó           | No clasificó           | No clasificó           |
| 2010                   | Fase de grupos         | 25.º                   | 3                      | 1                      | 0                      | 2                      | 2                      | 5                      | -3                     |
| 2014                   | Octavos de final       | 13.º                   | 4                      | 1                      | 2                      | 1                      | 3                      | 5                      | -2                     |
| 2018                   | No clasificó           | No clasificó           | No clasificó           | No clasificó           | No clasificó           | No clasificó           | No clasificó           | No clasificó           | No clasificó           |
| 2022                   | No clasificó           | No clasificó           | No clasificó           | No clasificó           | No clasificó           | No clasificó           | No clasificó           | No clasificó           | No clasificó           |
| 2026                   | Por disputarse         | Por disputarse         | Por disputarse         | Por disputarse         | Por disputarse         | Por disputarse         | Por disputarse         | Por disputarse         | Por disputarse         |
| 2030                   | Por disputarse         | Por disputarse         | Por disputarse         | Por disputarse         | Por disputarse         | Por disputarse         | Por disputarse         | Por disputarse         | Por disputarse         |
| 2034                   | Por disputarse         | Por disputarse         | Por disputarse         | Por disputarse         | Por disputarse         | Por disputarse         | Por disputarse         | Por disputarse         | Por disputarse         |
| Total                  | 3/22                   | 52.º                   | 10                     | 2                      | 2                      | 6                      | 5                      | 20                     | -15                    |

### Eurocopa
| Eurocopa | Eurocopa         | Eurocopa       | Eurocopa       | Eurocopa       | Eurocopa       | Eurocopa       | Eurocopa       | Eurocopa       | Eurocopa       |
| Año      | Ronda            | Pos.           | J              | G              | E              | P              | GF             | GC             | DG             |
| -------- | ---------------- | -------------- | -------------- | -------------- | -------------- | -------------- | -------------- | -------------- | -------------- |
| 1960     | No clasificó     | No clasificó   | No clasificó   | No clasificó   | No clasificó   | No clasificó   | No clasificó   | No clasificó   | No clasificó   |
| 1964     | No participó     | No participó   | No participó   | No participó   | No participó   | No participó   | No participó   | No participó   | No participó   |
| 1968     | No clasificó     | No clasificó   | No clasificó   | No clasificó   | No clasificó   | No clasificó   | No clasificó   | No clasificó   | No clasificó   |
| 1972     | No clasificó     | No clasificó   | No clasificó   | No clasificó   | No clasificó   | No clasificó   | No clasificó   | No clasificó   | No clasificó   |
| 1976     | No clasificó     | No clasificó   | No clasificó   | No clasificó   | No clasificó   | No clasificó   | No clasificó   | No clasificó   | No clasificó   |
| 1980     | Fase de grupos   | 8.º            | 3              | 0              | 1              | 2              | 1              | 4              | -3             |
| 1984     | No clasificó     | No clasificó   | No clasificó   | No clasificó   | No clasificó   | No clasificó   | No clasificó   | No clasificó   | No clasificó   |
| 1988     | No clasificó     | No clasificó   | No clasificó   | No clasificó   | No clasificó   | No clasificó   | No clasificó   | No clasificó   | No clasificó   |
| 1992     | No clasificó     | No clasificó   | No clasificó   | No clasificó   | No clasificó   | No clasificó   | No clasificó   | No clasificó   | No clasificó   |
| 1996     | No clasificó     | No clasificó   | No clasificó   | No clasificó   | No clasificó   | No clasificó   | No clasificó   | No clasificó   | No clasificó   |
| 2000     | No clasificó     | No clasificó   | No clasificó   | No clasificó   | No clasificó   | No clasificó   | No clasificó   | No clasificó   | No clasificó   |
| 2004     | Campeón          | 1.º            | 6              | 4              | 1              | 1              | 7              | 4              | +3             |
| 2008     | Fase de grupos   | 16.º           | 3              | 0              | 0              | 3              | 1              | 5              | -4             |
| 2012     | Cuartos de final | 7.º            | 4              | 1              | 1              | 2              | 5              | 7              | -2             |
| 2016     | No clasificó     | No clasificó   | No clasificó   | No clasificó   | No clasificó   | No clasificó   | No clasificó   | No clasificó   | No clasificó   |
| 2020     | No clasificó     | No clasificó   | No clasificó   | No clasificó   | No clasificó   | No clasificó   | No clasificó   | No clasificó   | No clasificó   |
| 2024     | No clasificó     | No clasificó   | No clasificó   | No clasificó   | No clasificó   | No clasificó   | No clasificó   | No clasificó   | No clasificó   |
| 2028     | Por disputarse   | Por disputarse | Por disputarse | Por disputarse | Por disputarse | Por disputarse | Por disputarse | Por disputarse | Por disputarse |
| 2032     | Por disputarse   | Por disputarse | Por disputarse | Por disputarse | Por disputarse | Por disputarse | Por disputarse | Por disputarse | Por disputarse |
| Total    | 4/17             | 16.º           | 16             | 5              | 3              | 8              | 14             | 20             | -6             |

### Liga de Naciones de la UEFA
| Liga de Naciones de la UEFA | Liga de Naciones de la UEFA | Liga de Naciones de la UEFA | Liga de Naciones de la UEFA | Liga de Naciones de la UEFA | Liga de Naciones de la UEFA | Liga de Naciones de la UEFA | Liga de Naciones de la UEFA | Liga de Naciones de la UEFA | Liga de Naciones de la UEFA | Liga de Naciones de la UEFA |
| Año                         | L                           | G                           | Ronda                       | J                           | G                           | E                           | P                           | GF                          | GC                          | DG                          |
| --------------------------- | --------------------------- | --------------------------- | --------------------------- | --------------------------- | --------------------------- | --------------------------- | --------------------------- | --------------------------- | --------------------------- | --------------------------- |
| 2018-19                     | C                           | 2                           | Tercer lugar                | 6                           | 3                           | 0                           | 3                           | 4                           | 5                           | -1                          |
| 2020-21                     | C                           | 3                           | Segundo lugar               | 6                           | 3                           | 3                           | 0                           | 6                           | 1                           | +5                          |
| 2022-23                     | C                           | 2                           | Primer lugar                | 6                           | 5                           | 0                           | 1                           | 10                          | 2                           | +8                          |
| Total                       | Total                       | Total                       | 3/3                         | 18                          | 11                          | 3                           | 4                           | 20                          | 8                           | +12                         |

### Copa FIFA Confederaciones
| Copa FIFA Confederaciones | Copa FIFA Confederaciones | Copa FIFA Confederaciones | Copa FIFA Confederaciones | Copa FIFA Confederaciones | Copa FIFA Confederaciones | Copa FIFA Confederaciones | Copa FIFA Confederaciones | Copa FIFA Confederaciones | Copa FIFA Confederaciones |
| Año                       | Ronda                     | Pos.                      | J                         | G                         | E                         | P                         | GF                        | GC                        | DG                        |
| ------------------------- | ------------------------- | ------------------------- | ------------------------- | ------------------------- | ------------------------- | ------------------------- | ------------------------- | ------------------------- | ------------------------- |
| 1992                      | No participó              | No participó              | No participó              | No participó              | No participó              | No participó              | No participó              | No participó              | No participó              |
| 1995 - 2003               | No clasificó              | No clasificó              | No clasificó              | No clasificó              | No clasificó              | No clasificó              | No clasificó              | No clasificó              | No clasificó              |
| 2005                      | Fase de grupos            | 7.º                       | 3                         | 0                         | 1                         | 2                         | 0                         | 4                         | -4                        |
| 2009 - 2017               | No clasificó              | No clasificó              | No clasificó              | No clasificó              | No clasificó              | No clasificó              | No clasificó              | No clasificó              | No clasificó              |
| Total                     | 1/10                      | 29.º                      | 3                         | 0                         | 1                         | 2                         | 0                         | 4                         | -4                        |

### Juegos Olímpicos
| Juegos Olímpicos                                                                                         | Juegos Olímpicos              | Juegos Olímpicos              | Juegos Olímpicos              | Juegos Olímpicos              | Juegos Olímpicos              | Juegos Olímpicos              | Juegos Olímpicos              |
| Año | Ronda                         | J                             | G                             | E                             | P                             | GF                            | GC                            |
| --- | ----------------------------- | ----------------------------- | ----------------------------- | ----------------------------- | ----------------------------- | ----------------------------- | ----------------------------- |
| 1908 | No existía la selección       | No existía la selección       | No existía la selección       | No existía la selección       | No existía la selección       | No existía la selección       | No existía la selección       |
| 1912 | No existía la selección       | No existía la selección       | No existía la selección       | No existía la selección       | No existía la selección       | No existía la selección       | No existía la selección       |
| 1920 | Ronda preliminar              | 1                             | 0                             | 0                             | 1                             | 0                             | 9                             |
| 1924 | No participó                  | No participó                  | No participó                  | No participó                  | No participó                  | No participó                  | No participó                  |
| 1928 | No participó                  | No participó                  | No participó                  | No participó                  | No participó                  | No participó                  | No participó                  |
| 1932 | No hubo competición de fútbol | No hubo competición de fútbol | No hubo competición de fútbol | No hubo competición de fútbol | No hubo competición de fútbol | No hubo competición de fútbol | No hubo competición de fútbol |
| 1936 | No participó                  | No participó                  | No participó                  | No participó                  | No participó                  | No participó                  | No participó                  |
| 1948 | No participó                  | No participó                  | No participó                  | No participó                  | No participó                  | No participó                  | No participó                  |
| Desde 1952 los Juegos Olímpicos los disputan selecciones amateurs, y a partir de 1992 selecciones sub-23 |                               |                               |                               |                               |                               |                               |                               |
| Total | 1/7                           | 1                             | 0                             | 0                             | 1                             | 0                             | 9                             |

## Rivalidades

Mapa del Mar Egeo, escenario de grandes disputas históricas.

Como muchas otras selecciones, las rivalidades deportivas vienen generadas por conflictos políticos o bélicos sufridos a lo largo de la historia. En el caso de Grecia, tiene en la selección turca a su máxima rival, y una de las rivalidades más antiguas. No hay que olvidar que Grecia estuvo más de 400 años bajo la dominación del Imperio otomano, del que lograría independizarse en 1832, a las que hay que sumar distintos enfrentamientos en la época de la Grecia antigua en su dominación por el Mar Egeo y conflictos más actuales como las Guerras de los Balcanes y las de Anatolia y Chipre. Con el nacimiento de la selección griega en 1920, y oficialmente en 1929, esa rivalidad seguiría presente en sus enfrentamientos, llegando a trascender al deporte, y en especial a sus seguidores.
Dichos enfrentamientos son considerados unos de los más peligrosos, y están considerados de alto riesgo. Ambas hinchadas son dos de las más vehementes en la actualidad, y el fútbol se vive de manera muy pasional en ambos países. Es tal la fiereza de los aficionados a la hora de defender a su país en las gradas, que en ambos países se ha adoptado el calificativo de «infierno» griego o turco, para designar el estadio que visitarán los equipos rivales, y en donde son habituales grandes tifos y bengalas, prohibidas por la FIFA, para amedrentar a las aficiones visitantes con un ambiente más hostil.
A raíz de la independencia de la República Socialista de Macedonia, parte de la extinta República Federal Socialista de Yugoslavia, nacería una rivalidad con Grecia. El motivo, fue a partir de la denominación del mismo territorio en el de República de Macedonia (actualmente, Macedonia del Norte). Los griegos no aceptan tal denominación, al entrar en conflicto con su histórica región, el Reino de Macedonia, de gran recuerdo en la cultura griega. Nace así la Disputa sobre el nombre de Macedonia que sigue vigente en la actualidad.

## Jugadores

### Última convocatoria
Lista para los partidos del mes de marzo de 2025.
| No. | Pos. | Jugador                   | Fecha de nacimiento (edad)         | Apa. | Goles | Club              |
| --- | ---- | ------------------------- | ---------------------------------- | ---- | ----- | ----------------- |
| 1   | POR  | Odisseas Vlachodimos      | 26 de abril de 1994 (31 años)      | 48   | 0     | Newcastle United  |
| 12  | POR  | Konstantinos Tzolakis     | 8 de noviembre de 2002 (22 años)   | 3    | 0     | Olympiakos        |
| 13  | POR  | Christos Mandas           | 17 de septiembre de 2001 (23 años) | 23   | 0     | Lazio             |
|     |      |                           |                                    |      |       |                   |
| 2   | DEF  | Georgios Vagiannidis      | 12 de septiembre de 2001 (23 años) | 4    | 0     | Panathinaikos     |
| 3   | DEF  | Konstantinos Koulierakis  | 28 de noviembre de 2003 (21 años)  | 13   | 0     | Wolfsburg         |
| 4   | DEF  | Konstantinos Mavropanos   | 11 de diciembre de 1997 (27 años)  | 35   | 2     | West Ham United   |
| 5   | DEF  | Panagiotis Retsos         | 9 de agosto de 1998 (26 años)      | 16   | 0     | Olympiakos        |
| 15  | DEF  | Lazaros Rota              | 23 de agosto de 1997 (27 años)     | 22   | 0     | AEK               |
| 17  | DEF  | Pantelis Hatzidiakos      | 18 de enero de 1997 (28 años)      | 35   | 0     | Copenhague        |
| 21  | DEF  | Kostas Tsimikas           | 12 de mayo de 1996 (29 años)       | 40   | 0     | Liverpool         |
| 22  | DEF  | Dimitris Giannoulis       | 17 de octubre de 1995 (29 años)    | 32   | 0     | Augsburg          |
|     |      |                           |                                    |      |       |                   |
| 6   | MED  | Christos Zafeiris         | 23 de febrero de 2003 (22 años)    | 7    | 0     | Slavia Praga      |
| 10  | MED  | Dimitrios Pelkas          | 26 de octubre de 1993 (31 años)    | 44   | 4     | PAOK              |
| 16  | MED  | Christos Mouzakitis       | 25 de diciembre de 2006 (18 años)  | 2    | 0     | Olympiakos        |
| 18  | MED  | Giannis Konstantelias     | 5 de marzo de 2003 (22 años)       | 11   | 2     | PAOK              |
| 19  | MED  | Konstantinos Karetsas     | 19 de noviembre de 2007 (17 años)  | 2    | 1     | Genk              |
| 20  | MED  | Petros Mantalos           | 31 de agosto de 1991 (33 años)     | 68   | 7     | AEK               |
| 23  | MED  | Konstantinos Galanopoulos | 28 de diciembre de 1997 (27 años)  | 9    | 1     | APOEL             |
|     | MED  | Manolis Siopis            | 14 de mayo de 1994 (31 años)       | 37   | 1     | Panathinaikos     |
|     | MED  | Sotiris Alexandropoulos   | 26 de noviembre de 2001 (23 años)  | 9    | 0     | Standard de Lieja |
|     |      |                           |                                    |      |       |                   |
| 7   | DEL  | Georgios Masouras         | 1 de enero de 1994 (31 años)       | 49   | 10    | Bochum            |
| 8   | DEL  | Fotis Ioannidis           | 10 de enero de 2000 (25 años)      | 16   | 5     | Panathinaikos     |
| 9   | DEL  | Christos Tzolis           | 30 de enero de 2002 (23 años)      | 22   | 5     | Brugge            |
| 11  | DEL  | Taxiarchis Fountas        | 4 de septiembre de 1995 (29 años)  | 19   | 1     | OFI Creta         |
| 14  | DEL  | Vangelis Pavlidis         | 21 de noviembre de 1998 (26 años)  | 46   | 8     | Benfica           |
|     | DEL  | Anastasios Douvikas       | 2 de agosto de 1999 (25 años)      | 18   | 1     | Como              |
|     | DEL  | Anastasios Chatzigiovanis | 31 de mayo de 1997 (28 años)       | 15   | 0     | Asteras Trípoli   |

### Más participaciones
Los jugadores en negrita siguen en activo en la selección.

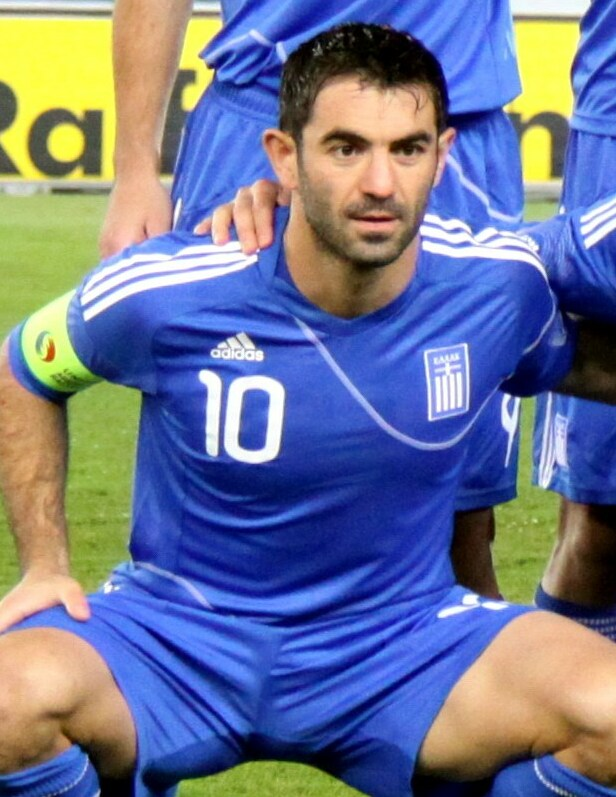
Giorgos Karagounis, es el jugador con más partidos en la historia de la selección nacional, con 139 internacionalidades.

Actualizado en junio de 2024
| Posición | Jugador                   | Partidos | Goles | Posición | Carrera   |
| -------- | ------------------------- | -------- | ----- | -------- | --------- |
| 1        | Giorgos Karagounis        | 139      | 10    | MF       | 1999–2014 |
| 2        | Theodoros Zagorakis       | 120      | 3     | MF       | 1994–2007 |
| 3        | Kostas Katsouranis        | 116      | 10    | MF       | 2003–2015 |
| 4        | Vasilis Torosidis         | 101      | 10    | DF       | 2007–2019 |
| 5        | Angelos Basinas           | 100      | 7     | MF       | 1999–2009 |
| 6        | Stratos Apostolakis       | 96       | 5     | DF       | 1986–1998 |
| 7        | Antonios Nikopolidis      | 90       | 0     | GK       | 1999–2008 |
| 7        | Sokratis Papastathopoulos | 90       | 3     | DF       | 2008–2019 |
| 9        | Angelos Charisteas        | 88       | 25    | FW       | 2001–2011 |
| 10       | Dimitris Salpingidis      | 82       | 13    | FW       | 2005–2014 |

### Máximos goleadores

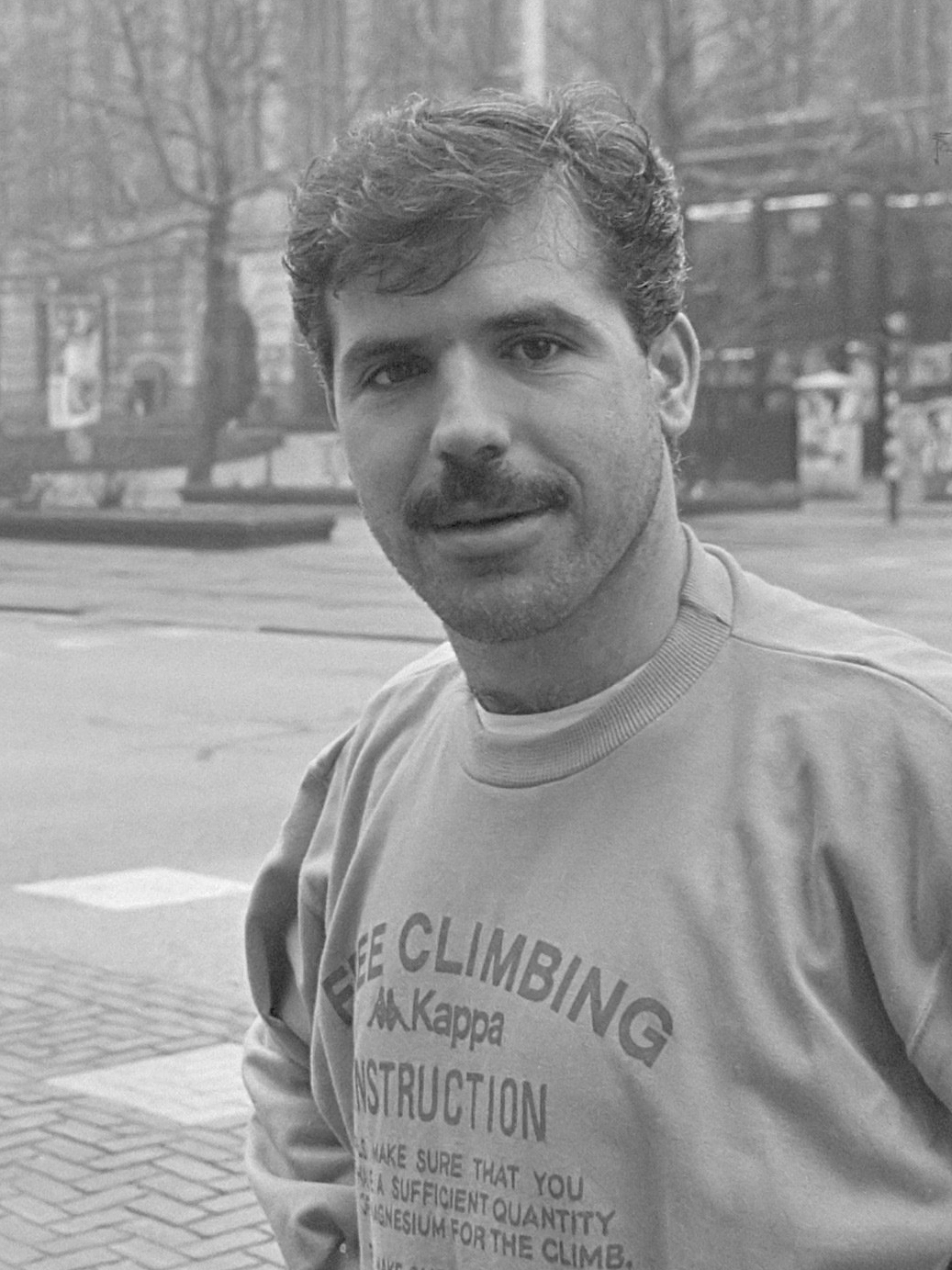
Nikolaos Anastopoulos, goleador histórico de la selección

| Posición | Jugador                 | Goles | Partidos | Promedio | Periodo   |
| -------- | ----------------------- | ----- | -------- | -------- | --------- |
| 1        | Nikos Anastopoulos      | 29    | 74       | 0.39     | 1977–1988 |
| 2        | Angelos Charisteas      | 25    | 88       | 0.28     | 2001–2011 |
| 3        | Theofanis Gekas         | 24    | 78       | 0.31     | 2005–2014 |
| 4        | Dimitris Saravakos      | 22    | 78       | 0.28     | 1982–1994 |
| 5        | Mimis Papaioannou       | 21    | 61       | 0.34     | 1963–1978 |
| 6        | Nikos Machlas           | 18    | 61       | 0.3      | 1993–2002 |
| 7        | Demis Nikolaidis        | 17    | 54       | 0.31     | 1995–2004 |
| 7        | Kostas Mitroglou        | 17    | 65       | 0.26     | 2009–2019 |
| 9        | Panagiotis Tsalouchidis | 16    | 76       | 0.21     | 1987–1995 |
| 10       | Anastasios Bakasetas    | 15    | 67       | 0.22     | 2016–act  |

## Entrenadores

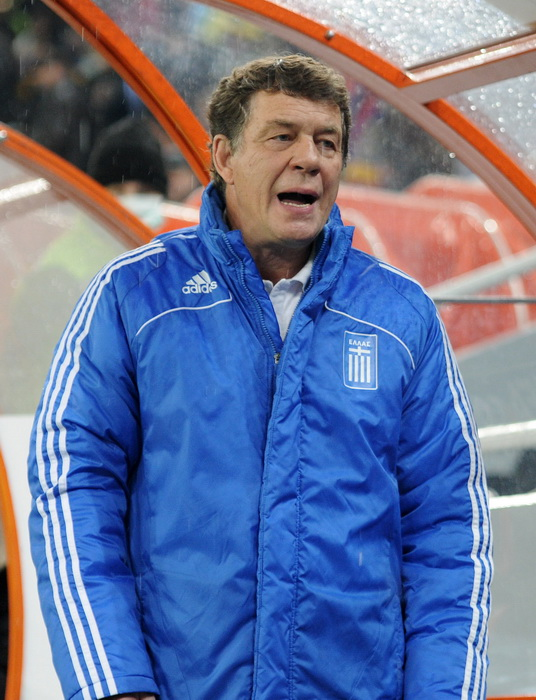
El alemán Otto Rehhagel es el seleccionador de Grecia más laureado.

A lo largo de la historia del conjunto griego han sido 35 los seleccionadores encargados de dirigir al equipo en sus más de 500 partidos.
De entre ellos, cabe destacar las figuras de Ioannis Kalafatis, jugador del combinado nacional, que también hacía las funciones de entrenador, siendo así el primero en dirigir a la selección en 1920; a Alketas Panagoulias el seleccionador griego con más encuentros al frente de Grecia; y a Otto Rehhagel, entrenador alemán, y el más exitoso de cuantos han dirigido al equipo, destacando la Eurocopa 2004 lograda en Portugal y que es el mayor éxito griego hasta la actualidad.
Por nacionalidades, los más numerosos son los griegos, para un total de 25 seleccionadores o equipos técnicos, a los que hay que sumar los checoslovacos Jan Kopsiva y Svejik, el austríaco Kischler, el inglés Bucket, el italiano Rino Martini, el francés Paul Baron, el norirlandés Billy Bingham, el rumano Anghel Iordănescu, el ya citado alemán Otto Rehaggel, y el actual portugués Fernando Santos. Este, se encuentra en el cargo desde que en el verano de 2010 Rehaggel abandonase el mando tras la eliminación del equipo en la Copa Mundial de Fútbol de 2010 de Sudáfrica, donde pese a caer eliminados en la primera fase, firmaría la mejor actuación de Grecia en una cita mundialista, en la segunda vez que acudían al certamen.
Desde la llegada del alemán al banquillo griego, no solo se ha conquistado el primer gran título de la historia del combinado heleno, la Eurocopa, uniéndose así al reducido selecto grupo de 8 equipos de los 28 totales que en alguna vez han conquistado el máximo trofeo de selecciones entre equipos europeos. Sin embargo, debido a su tardía incorporación a lo más alto del fútbol europeo, se encuentra como su único logro, mientras que las demás selecciones ganadoras, cuentan con finales o terceros puestos entre sus actuaciones. Pese a ello, desde ese momento Grecia ha conseguido acudir a casi todas las grandes citas futbolísticas, siendo una de las fijas en las fases finales de los torneos.
El testigo recogido por el portugués Fernando Santos seguiría la línea marcada por el alemán, y firmaría la segunda mejor actuación del equipo en una Eurocopa, al finalizar 7.º tras caer eliminado en los cuartos de final de la Eurocopa 2012 de Polonia y Ucrania, a manos, curiosamente, de la selección alemana.
Lista
- Ioannis Kalafatis (1920)
- Apostolos Nikolaidis (1929)
- Jan Kopsiva (1929–1930)
- Josef Švejk (1930)
- Comisión técnica (1930–1931)
- Loukas Panourgias (1932–1933)
- Kostas Negrepontis (1933–1934)
- Jorges Zavolakis (1933–1934)
- Nikolas Zavolakis (1934–1935)
- Apostolos Nikolaidis (1934–1935)
- Kostas Konstantaras (1935–1938)
- József Künsztler (1936)
- Alan Buckett (1938)
- Kostas Negrepontis (1948–1950)
- Antonis Migiakis (1951)
- Ioannis Chelmis (1951)
- Nikos Katrantzos (1951)
- Antonis Migiakis (1952–1953)
- Kostas Negrepontis (1954)
- Ioannis Chelmis (1954)
- Antonis Migiakis (1954–1955)
- Ioannis Chelmis (1955)
- Kostas Andritsos (1956)
- Rino Martini (1957–1958)
- Antonis Migiakis (1958)
- Paul Baron (1959–1960)
- Tryfon Tzanetis (1960–1961)
- Antonis Migiakis (1961)
- Tryfon Tzanetis (1962–1964)
- Lakis Petropoulos (1964–1965)
- Panos Markovic (1966–1967)
- Kostas Karapatis (1968)
- Dan Georgiadis (1968–1969)
- Lakis Petropoulos (1969–1971)
- Billy Bingham (1971–1973)
- Alketas Panagoulias (1973–1976)
- Lakis Petropoulos (1976–1977)
- Alketas Panagoulias (1977–1981)
- Christos Archontidis (1982–1984)
- Miltos Papapostolou (1984–1988)
- Alekos Sofianidis (1988–1989)
- Antonis Georgiadis (1989–1992)
- Stefanos Petritsis (1992)
- Alketas Panagoulias (1992–1994)
- Kostas Polychroniou (1994–1998)
- Anghel Iordănescu (1998–1999)
- Vasilis Daniil (1999–2001)
- Nikos Christidis (2001)
- Otto Rehhagel (2001–2010)
- Fernando Santos (2010–2014)
- Claudio Ranieri (2014)
- Kostas Tsanas (2014)
- Sergio Markarián (2015)
- Michael Skibbe (2015–2018)
- Angelos Anastasiadis (2018–2019)
- John van 't Schip (2019–2021)
- Gustavo Poyet (2022–2024)
- Nikos Papadopoulos (2024)
- Ivan Jovanović (2024–presente)

## Categorías inferiores

### Selección sub-21
La selección sub-21, es la encargada de representar a Grecia en la Eurocopa sub-21. En ella, la selección ha sido subcampeona en 2 ocasiones.
Como ocurre con el resto de categorías inferiores, y a diferencia de las selecciones absolutas, al participar en eventos con una duración bienal, el equipo técnico y los jugadores coinciden con la selección precedente, cambiando únicamente su denominación.

### Selección sub-19
Como en el nivel sub-21, la selección griega sub-19 nunca obtuvo un título en el Campeonato de Europa Sub-19 de la UEFA, aunque si logró dos subcampeonatos, en las ediciones de Austria 2007 y Estonia 2012.

### Selección sub-17
La selección de fútbol sub-17 de Grecia es el equipo formado por jugadores de nacionalidad griega menores de 17 años de edad, que representa a la Federación Helénica de Fútbol en la Copa del Mundo Sub-17 y en el Europeo Sub-17.
Es una de las categorías inferiores de la selección de fútbol de Grecia y sustituyó internacionalmente a la selección Sub-16 ya que en competiciones oficiales, esa categoría pasó a Sub-17 en 1991 para la FIFA y en 2002 para la UEFA, desde entonces, los griegos nunca obtuvieron grandes logros en esta categoría. No ha tenido ninguna participación en copa del mundo y en el Campeonato de Europa sub-17 ha sido 2.º en 1985, 3.º en 1991 y dos 4.º puestos en 1996 y 2000.

## Otras modalidades

### Selección femenina

Fútbol femenino

La selección de fútbol femenino representa a Grecia en los torneos a nivel internaciona. El equipo forma parte de la Federación Helénica de Fútbol y es entrenado por Vangelis Koutsakis. La selección griega comenzó a jugar en 1.979, aunque oficialmente su primer partido fue contra Selección femenina de fútbol de Italia que terminó con un resultado de 6-0 con victoria italiana. La selección griega es una de la más débil de Europa, en la clasificación mundial de la FIFA el equipo se encuentra actualmente en la posición 59.º, la mejor posición lograda por la selección femenino fue un 50.º lugar en septiembre de 2008.
El equipo griego se enfrentó a la selección de Italia en su primer amistoso oficial fuera de casa en Viterbo (Italia), el 7 de marzo de 1991. El equipo italiano, que tenía una historia de un año, obtuvo una fácil victoria sobre el quipo griego (6-0).
Unos meses más tarde, el equipo helénico tuvo su primer partido oficial en las eliminatorias de la Eurocopa 1993, contra el equipo rumano, que también estaba recién formado pero mucho mejor preparado, ya que había participado en 10 partidos amistosos internacionales en los últimos 11 meses. En el encuentro, que tuvo lugar en Edesa el 10 de noviembre de 1991 donde el quipo griego consiguió un empate (0-0).
La selección griega solo ha participado en la fase final de un torneo internacional, fue en los Juegos Olímpicos de 2004, que se celebraron en la capital griega, Atenas.

### Selección de fútbol sala

Fútbol sala

El equipo nacional de Grecia fútbol sala es controlado por la Federación Helénica de Fútbol, representa al país en las competiciones internacionales de fútbol sala, como en el Campeonato Mundial de fútbol sala de la FIFA y en la Eurocopa de Fútbol Sala. Actualmente la selección griega se encuentra en la posición 62.º.

### Selección de fútbol playa

Fútbol playa

La selección de fútbol playa de Grecia representa al país en competiciones internacionales de fútbol playa y es controlado por la Federación Helénica de Fútbol, el organismo rector del fútbol en Grecia. El entrenador de la selección griega de fútbol playa es Stefanos Soilemes. La mayor victoria del equipo ha sido en un partido ante Moldavia ganando 8-2.

## Palmarés resumido
- Campeonato de Europa: 1

 2004

### Otras Distinciones
- World Soccer: 1

 Mejor equipo del año 2004
- Copa FIFA Confederaciones 2005: 1

 Trofeo FIFA Fair Play
- Premios Laureus: 1

 Mejor equipo mundial del año 2005